# Sindone
Sindone est un village du Sénégal situé en Casamance, à une trentaine de kilomètres en amont de Ziguinchor, entre le fleuve Casamance et la forêt de Bissine. Il fait partie de la communauté rurale d'Adéane, dans l'arrondissement de Niaguis, le département de Ziguinchor et la région de Ziguinchor.
Lors du dernier recensement (2002), le village comptait 934 habitants et 130 ménages.
Il est composé en bonne partie de descendants de Portugais, catholiques, qui l'ont baptisé « Sindone » en l'honneur du Saint Suaire.